# Quảng An, Tứ Xuyên

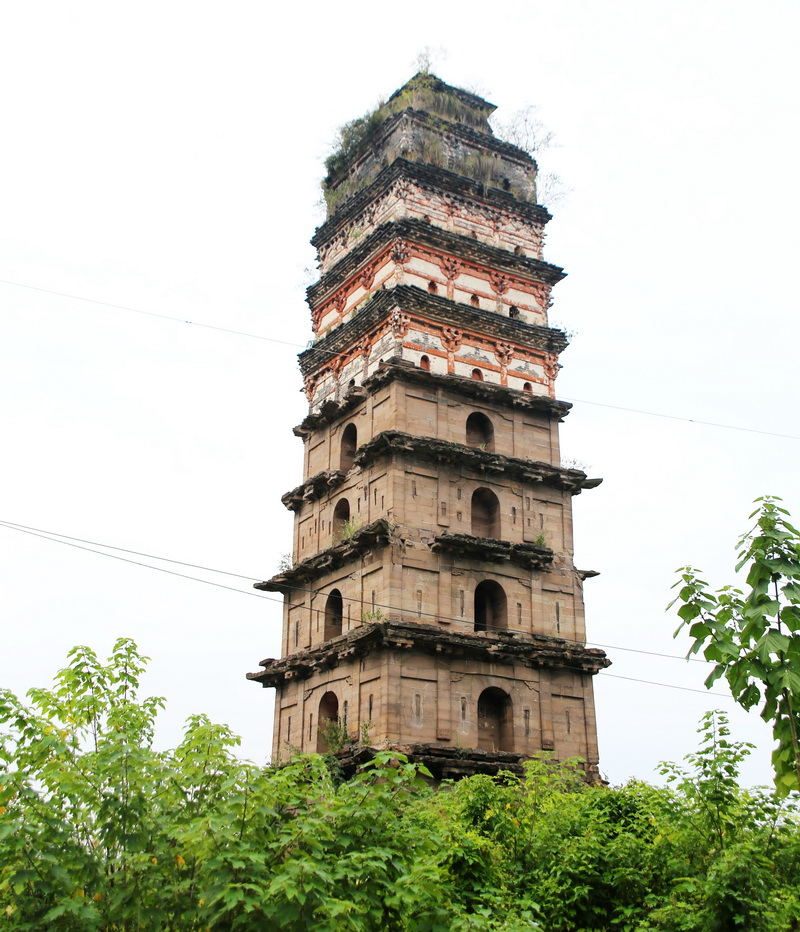
Quảng An

Quảng An (广安市) là một địa cấp thị thuộc tỉnh Tứ Xuyên, Trung Quốc. Thành phố này được biết đến là nơi sinh của cựu lãnh đạo tối cao Trung Quốc Đặng Tiểu Bình. Quảng An nằm giữa những ngọn đồi của trung tâm Tứ Xuyên và khu vực hẻm núi ở phía đông. Đây là thành phố cấp tỉnh có vị trí gần nhất với thành phố Trùng Khánh. Nhờ vị trí chiến lược, nơi đây được gọi là Cửa ngõ phía Đông Tứ Xuyên. Diện tích của Quảng An là 6.339 km². Theo điều tra dân số năm 2020, Quảng An có dân số là 3.254.883 người, trong đó 976.370 người sống trong khu vực đô thị (bao gồm hai quận nội thành).

## Các đơn vị hành chính
Địa cấp thị Quảng An gồm các đơn vị cấp huyện sau:

### Khu vực nội thành
Các quận:
- Quảng An (广安区)
- Tiền Phong (前锋区)

Thành phố cấp huyện:
- Hoa Dinh (华蓥市)

### Các huyện
Các huyện:
- Nhạc Trì (岳池县)
- Lân Thủy (邻水县)
- Vũ Thắng (武胜县)

Các đơn vị cấp huyện này được chia tiếp thành 87 trấn và 2886 làng.